# Vellozia squalida
Vellozia squalida är en enhjärtbladig växtart som beskrevs av Carl Friedrich Philipp von Martius. Vellozia squalida ingår i släktet Vellozia och familjen Velloziaceae. Inga underarter finns listade.